# Saša Vujačić
Aleksandar « Saša » Vujačić, né le 8 mars 1984 à Maribor en Yougoslavie (aujourd'hui en Slovénie), est un joueur slovène de basket-ball. Il mesure 1,97 m 
Il remporte deux titres de champion NBA en 2009 et 2010 avec les Lakers de Los Angeles.

## Biographie

### Débuts à Udine
Vujačić a commencé sa carrière professionnelle à 16 ans avec l'équipe de Udine en Italie. Son père, Vaso Vujačić, est entraîneur de basket-ball.

### Carrière en NBA
Saša Vujačić est sélectionné au premier tour de draft 2004 de la National Basketball Association (NBA), par les Lakers de Los Angeles, en 27e position.
Il augmente sensiblement son nombre de points marqués lors de la saison régulière 2007-08, avec 8,8 points en moyenne par match. Vujačić est surtout connu comme marqueur à trois points : à l'issue de cette saison, il présente un bilan de 38,1 % de réussite.
Lors du troisième match des playoffs NBA 2007-08, il marque 20 points, sans être dans le cinq de départ, il est alors le deuxième marqueur des Lakers lors du premier match remporté par son équipe.
Lors de la saison suivante, il prend part à l'excellent parcours de son club en championnat qui le mène à la conquête du 15e titre des Lakers lors des Finales NBA face au Magic d'Orlando.
Il figure de nouveau dans l'effectif des Lakers qui compte 57 victoires pour 25 défaites, soit le meilleur bilan de la conférence Ouest. Opposés aux Celtics de Boston en finale NBA, lors du septième et ultime match de la série, il marque deux lancers-francs à 11 secondes de la fin donnant aux Lakers quatre points d'avance ce qui permet à sa franchise de s'assurer le titre.
Le 15 décembre 2010, il est envoyé aux Nets du New Jersey en échange de Joe Smith.
Sans club depuis le début de la saison 2013-2014, il signe un contrat de 10 jours avec les Clippers de Los Angeles le 2 février 2014. Le 18 février 2014, il est libéré par les Clippers.
Le 31 juillet 2015, il signe aux Knicks de New York.

### Retour en Europe
En juillet 2011, il signe un contrat de 2 ans avec l'Anadolu Efes Istambul. Il est nommé meilleur joueur de la 6e journée d'Euroligue 2012-2013.
En mars 2014, Vujačić retourne en Europe où il rejoint le Reyer Venezia. En octobre, il signe avec le Saski Baskonia Laboral Kutxa, club espagnol qui joue en Euroligue.
Le 28 octobre 2014, il signe en Espagne au Saski Baskonia pour le reste de la saison 2014-2015. Le 30 décembre 2014, il quitte l'équipe espagnole.
Le 2 janvier 2015, il signe en Turquie à l'İstanbul BB.

## Clubs successifs
- 2001-2004 :  PA Udine (Serie A)

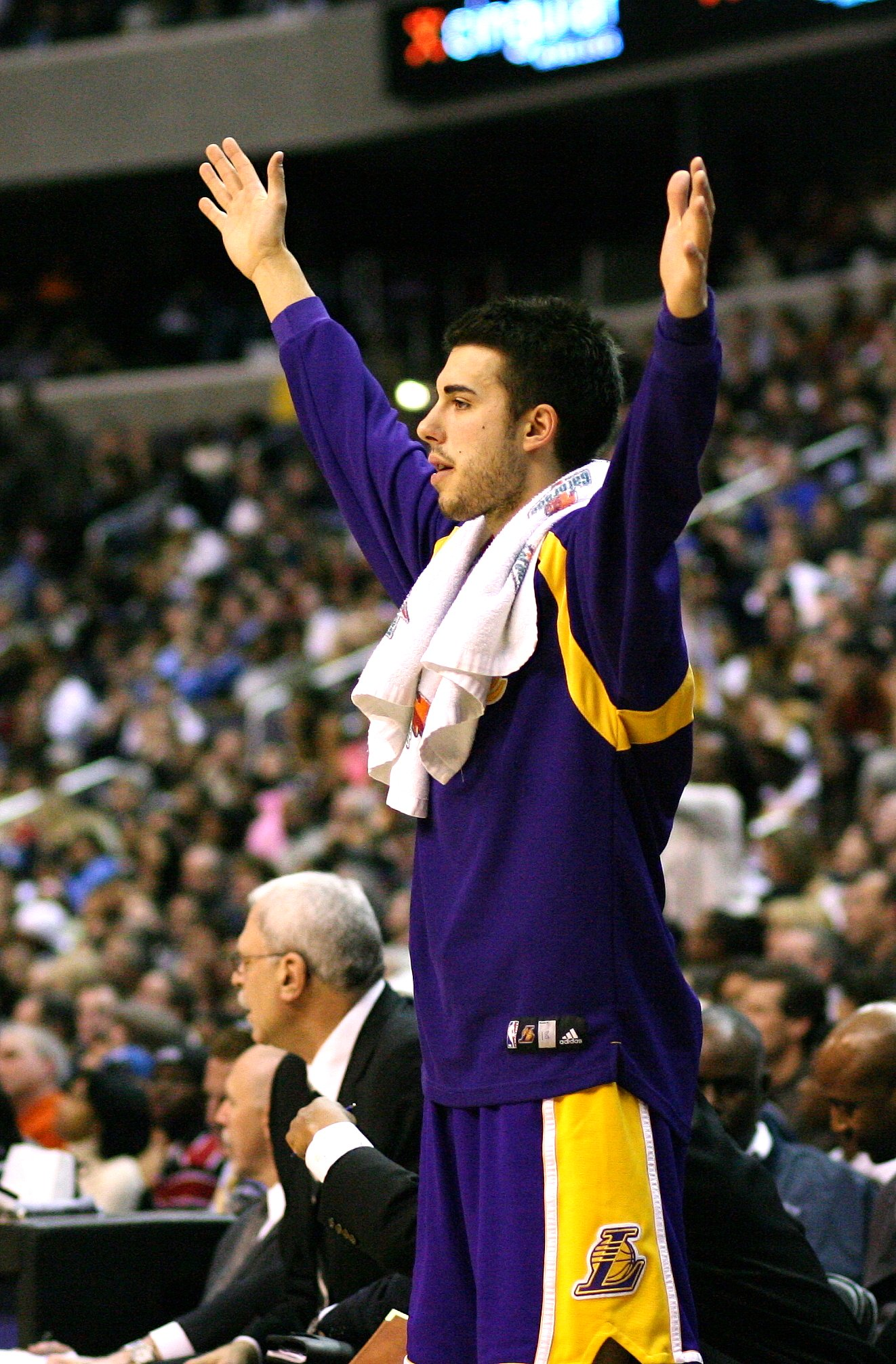
Saša Vujačić en février 2007.

- 2004-2010 :  Lakers de Los Angeles (NBA)
- 2010-2011 :
  -  Lakers de Los Angeles (NBA)
  -  Nets du New Jersey (NBA)
- 2011-2013 :  Anadolu Efes (Süper Ligi)
- 2013-2014 :
  -  Clippers de Los Angeles (NBA)
  -  Reyer Venise Mestre (Serie A)
- 2014-2015 :
  -  Saski Baskonia (Liga ACB)
  -  Istanbul BB (Süper Ligi)
- 2015-2017 :  Knicks de New York (NBA)
- 2017-2018 :  Auxilium Turin (Serie A)
- 2018-2019 :  Scaligera Vérone (Serie A2)

## Palmarès

### En franchise
- Champion NBA en 2009 et 2010 avec les Lakers de Los Angeles.
- Finales NBA en 2008 contre les Boston Celtics avec les Lakers de Los Angeles.
- Champion de la Conférence Ouest en 2008, 2009 et 2010 avec les Lakers de Los Angeles.
- Champion de la Division Pacifique en 2008, 2009 et 2010 avec les Lakers de Los Angeles.

## Statistiques en NBA

### Saison régulière
| Année     | Équipe        | Matches | Titul. | Min./m. | %tir | %3pts | %l-f | rbds/m. | pass/m. | int/m. | ctr/m. | pts/m. |
| --------- | ------------- | ------- | ------ | ------- | ---- | ----- | ---- | ------- | ------- | ------ | ------ | ------ |
| 2004-2005 | L.A. Lakers   | 35      | 3      | 11,5    | 28,2 | 27,0  | 94,7 | 1,8     | 1,5     | 0,3    | 0,1    | 2,9    |
| 2005-2006 | L.A. Lakers   | 82      | 4      | 17,7    | 34,6 | 34,3  | 88,5 | 1,9     | 1,7     | 0,6    | 0,0    | 3,9    |
| 2006-2007 | L.A. Lakers   | 73      | 4      | 12,8    | 39,2 | 37,3  | 87,8 | 1,5     | 0,9     | 0,6    | 0,0    | 4,3    |
| 2007-2008 | L.A. Lakers   | 72      | 0      | 17,8    | 45,4 | 43,7  | 83,5 | 2,1     | 1,0     | 0,5    | 0,1    | 8,8    |
| 2008-2009 | L.A. Lakers   | 80      | 0      | 16,2    | 38,7 | 36,3  | 92,1 | 1,7     | 1,4     | 1,0    | 0,1    | 5,8    |
| 2009-2010 | L.A. Lakers   | 67      | 1      | 8,6     | 40,2 | 30,9  | 84,8 | 1,2     | 0,6     | 0,3    | 0,1    | 2,8    |
| 2010-2011 | L.A. Lakers   | 11      | 0      | 4,9     | 34,8 | 42,9  | 50,0 | 0,4     | 0,5     | 0,1    | 0,0    | 1,8    |
| 2010-2011 | New Jersey    | 56      | 17     | 28,5    | 40,4 | 36,9  | 85,1 | 3,3     | 2,3     | 0,9    | 0,1    | 11,4   |
| 2013-2014 | L.A. Clippers | 2       | 0      | 5,0     | 40,0 | 50,0  | 0,0  | 1,8     | 0,0     | 0,5    | 0,0    | 2,5    |
| 2015-2016 | New York      | 6       | 6      | 24,8    | 30,4 | 18,2  | 66,7 | 4,3     | 2,5     | 0,8    | 0,2    | 5,7    |
| Carrière  | Carrière      | 484     | 35     | 16,0    | 39,4 | 36,8  | 86,9 | 1,9     | 1,3     | 0,6    | 0,1    | 5,6    |

### Playoffs
| Année    | Équipe      | Matches | Titul. | Min./m. | %tir | %3pts | %l-f  | rbds/m. | pass/m. | int/m. | ctr/m. | pts/m. |
| -------- | ----------- | ------- | ------ | ------- | ---- | ----- | ----- | ------- | ------- | ------ | ------ | ------ |
| 2006     | L.A. Lakers | 7       | 0      | 18,4    | 42,3 | 60,0  | 100,0 | 2,4     | 0,9     | 0,6    | 0,0    | 6,0    |
| 2007     | L.A. Lakers | 4       | 0      | 10,8    | 55,6 | 25,0  | 0,0   | 1,0     | 0,8     | 0,3    | 0,0    | 2,8    |
| 2008     | L.A. Lakers | 21      | 0      | 21,7    | 39,9 | 39,2  | 85,7  | 2,2     | 0,8     | 0,6    | 0,2    | 8,1    |
| 2009     | L.A. Lakers | 23      | 0      | 10,9    | 26,4 | 31,4  | 83,3  | 1,4     | 0,5     | 0,4    | 0,2    | 3,0    |
| 2010     | L.A. Lakers | 10      | 0      | 7,6     | 43,5 | 40,0  | 83,3  | 0,8     | 0,5     | 0,2    | 0,0    | 3,1    |
| Carrière | Carrière    | 65      | 0      | 14,7    | 36,6 | 38,4  | 87,9  | 1,6     | 0,6     | 0,5    | 0,1    | 5,0    |

## Records sur une rencontre en NBA
Les records personnels de Saša Vujačić en NBA sont les suivants, :
| Type de statistique        | Saison régulière | Saison régulière          | Saison régulière | Playoffs | Playoffs             | Playoffs      |
| Type de statistique        | Record           | Adversaire                | Date             | Record   | Adversaire           | Date          |
| -------------------------- | ---------------- | ------------------------- | ---------------- | -------- | -------------------- | ------------- |
| Points                     | 25               | 2 fois                    | 2 fois           | 20       | Celtics de Boston    | 10 juin 2008  |
| Paniers marqués            | 9                | 2 fois                    | 2 fois           | 7        | Celtics de Boston    | 10 juin 2008  |
| Paniers tentés             | 17               | Grizzlies de Memphis      | 28 mars 2008     | 11       | Jazz de l'Utah       | 14 mai 2008   |
| Paniers à 3 points réussis | 6                | 3 fois                    | 3 fois           | 3        | 5 fois               | 5 fois        |
| Paniers à 3 points tentés  | 14               | Grizzlies de Memphis      | 28 mars 2008     | 8        | 2 fois               | 2 fois        |
| Lancers francs réussis     | 8                | Nuggets de Denver         | 29 novembre 2007 | 6        | @ Suns de Phoenix    | 6 mai 2006    |
| Lancers francs tentés      | 9                | Nuggets de Denver         | 29 novembre 2007 | 6        | 2 fois               | 2 fois        |
| Rebonds offensifs          | 4                | Kings de Sacramento       | 13 avril 2010    | 2        | 3 fois               | 3 fois        |
| Rebonds défensifs          | 9                | Timberwolves du Minnesota | 5 avril 2011     | 5        | Suns de Phoenix      | 30 avril 2006 |
| Rebonds totaux             | 10               | Timberwolves du Minnesota | 5 avril 2011     | 6        | @ Suns de Phoenix    | 6 mai 2006    |
| Passes décisives           | 8                | @ Magic d'Orlando         | 25 mars 2011     | 3        | Suns de Phoenix      | 4 mai 2006    |
| Interceptions              | 4                | 4 fois                    | 4 fois           | 3        | Spurs de San Antonio | 29 mai 2008   |
| Contres                    | 2                | 2 fois                    | 2 fois           | 1        | 8 fois               | 8 fois        |
| Balles perdues             | 4                | @ Raptors de Toronto      | 10 avril 2011    | 2        | 9 fois               | 9 fois        |
| Minutes jouées             | 47               | Raptors de Toronto        | 5 mars 2011      | 32       | Spurs de San Antonio | 21 mai 2008   |

- Double-double : 1
- Triple-double : 0

## Vie privée
Vujačić se fiance en octobre 2010 avec la joueuse de tennis russe Maria Sharapova, qui est sa compagne depuis plus d'un an.
Le 1er septembre 2012, Maria Sharapova annonce leur rupture pour « incompatibilité de calendrier ».